# Église Sainte-Élisabeth de Bâle
Pour les articles homonymes, voir Église des Jésuites.
L'église Sainte-Élisabeth, appelée en allemand Elisabethenkirche, est une église située au centre de la ville de Bâle, en Suisse.

## Histoire
L'église est construite entre 1857 et 1864 sur des plans dressés par l'architecte Ferdinand Stadler. Première église construite au centre-ville depuis l'établissement de la Réforme protestante, elle est financée par Christoph Merian comme un « Mémorial contre le mauvais esprit actuel » ; le mécène décédera cependant en 1858, peu de temps avant la cérémonie d'inauguration. Sous la supervision de Christoph Riggenbach, la construction de l'édifice s'est déroulée sur un modèle communautaire tel que mis en place à Cologne en particulier ; de nombreux apprentis architectes ont par exemple pu profiter du chantier comme centre de formation pratique.
La première messe a été célébrée le 6 juin 1864, alors que la fenêtre du chœur manquait encore (elle sera installée une année plus tard). Elle comprend un orgue construit par Joseph Merklin en 1862 et agrandi en 1949. En 1866, Margarethe Merian-Burckhardt, la veuve de Christoph Merian, inaugure officiellement le bâtiment ; le couple est enterré dans la crypte située sous l'église dans deux sarcophages en marbre.
Prévu pour être démolie en dans les années 1980 à la suite de la construction du nouveau bâtiment du théâtre, l'église a été sauvée par un groupe de citoyens. Le regain d'intérêt pour les bâtiments historiques des années suivantes a permis d'entreprendre une rénovation complète de l'édifice entre 1990 et 1994.
L'église est inscrite comme bien culturel d'importance nationale. Outre les services religieux, elle est également utilisée pour l'organisation de concerts.

## Architecture
L'intérieur du bâtiment est caractéristique d'une église-halle à trois nefs voûtées. Les galeries sont accessibles directement à partir par les façades latérales. La tour, accessible au public, domine avec ses 72 mètres, les tours de la cathédrale de Bâle. La croisée d'ogives a été construite en briques, fait rare au XIXe siècle à cause du prix élevé de ce matériel (d'autres bâtiment ont été bâtis sur des structures en bois, peintes pour ressembler à de la pierre).

## Galerie d'images

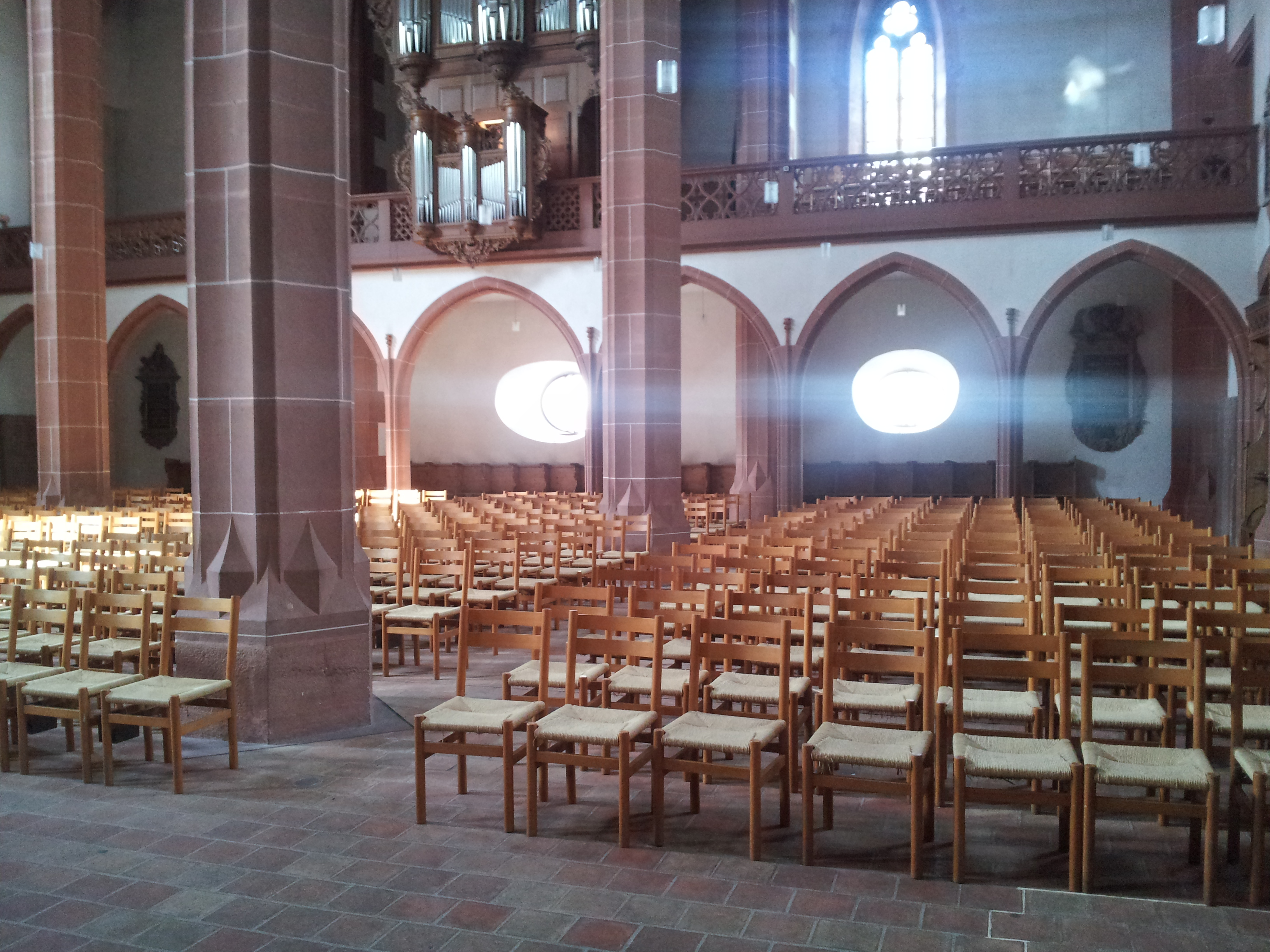
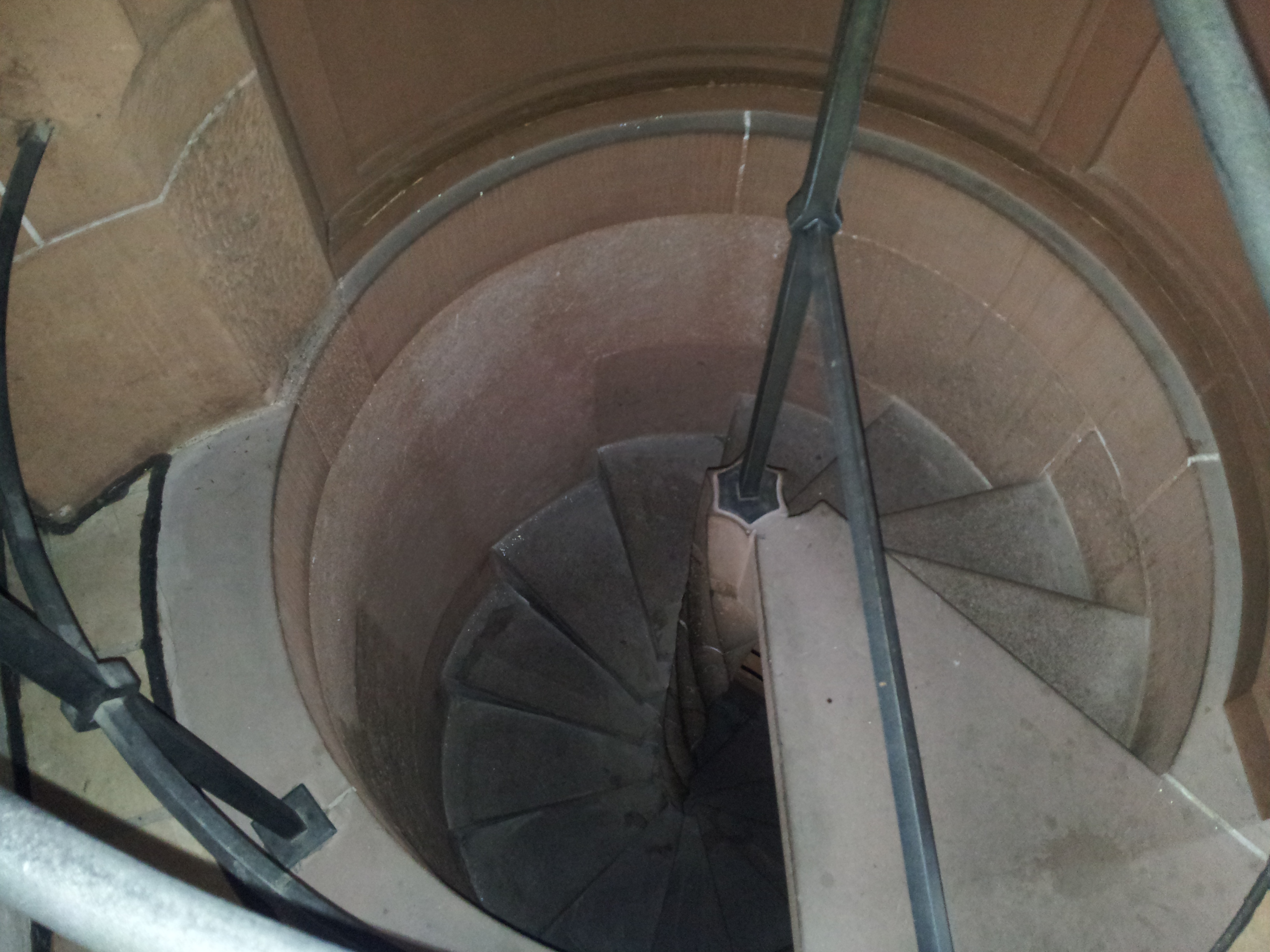
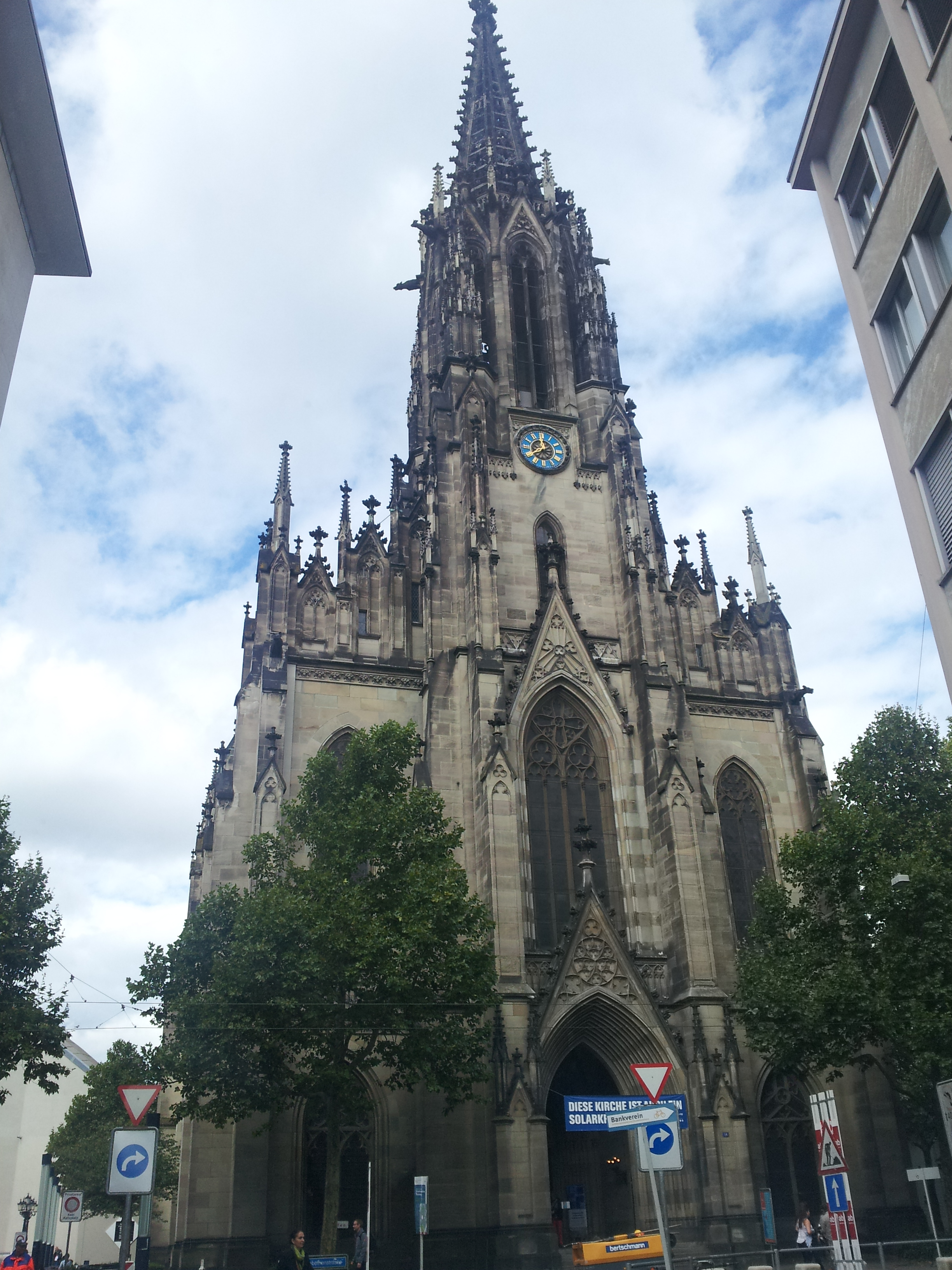
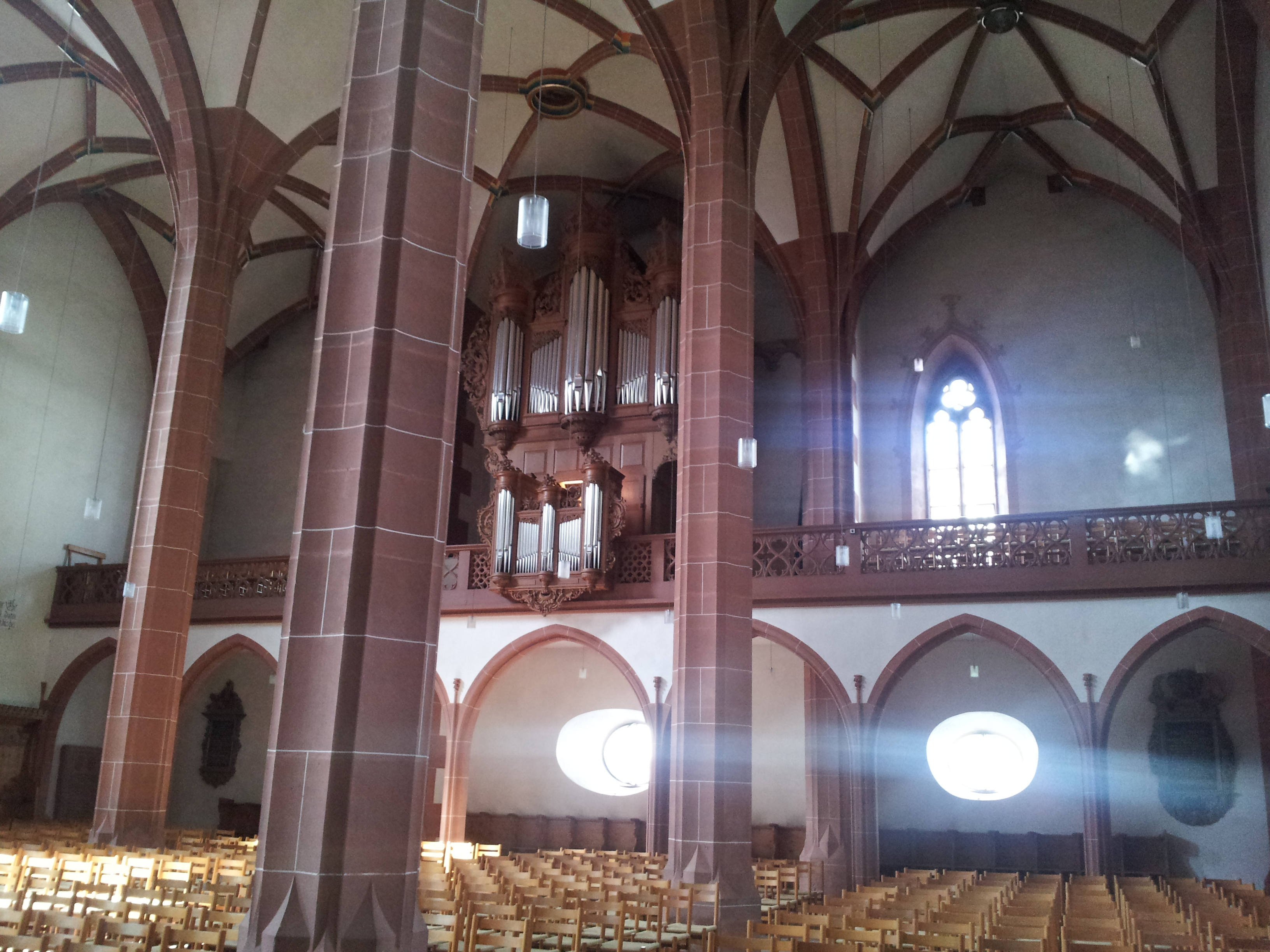
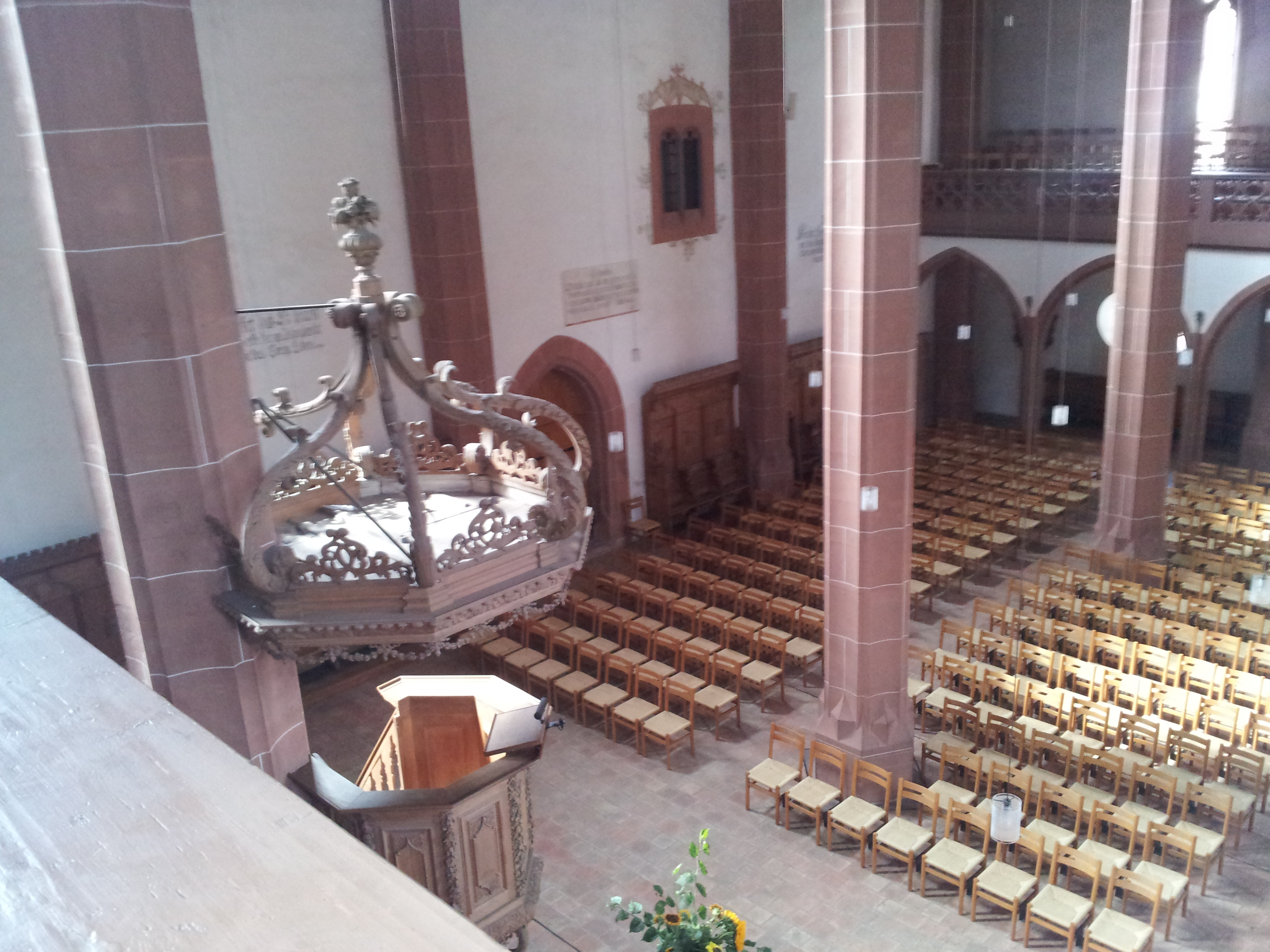
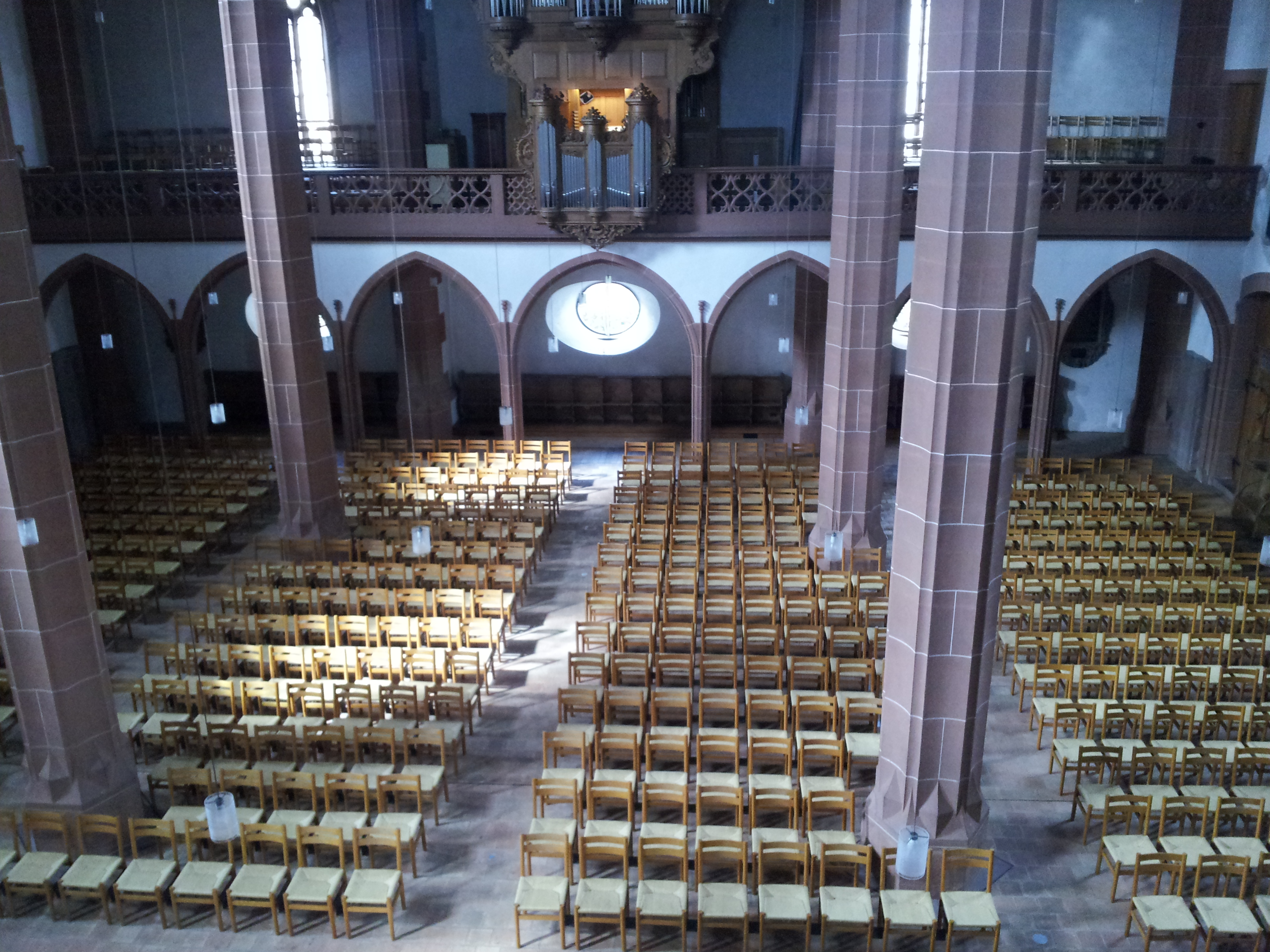
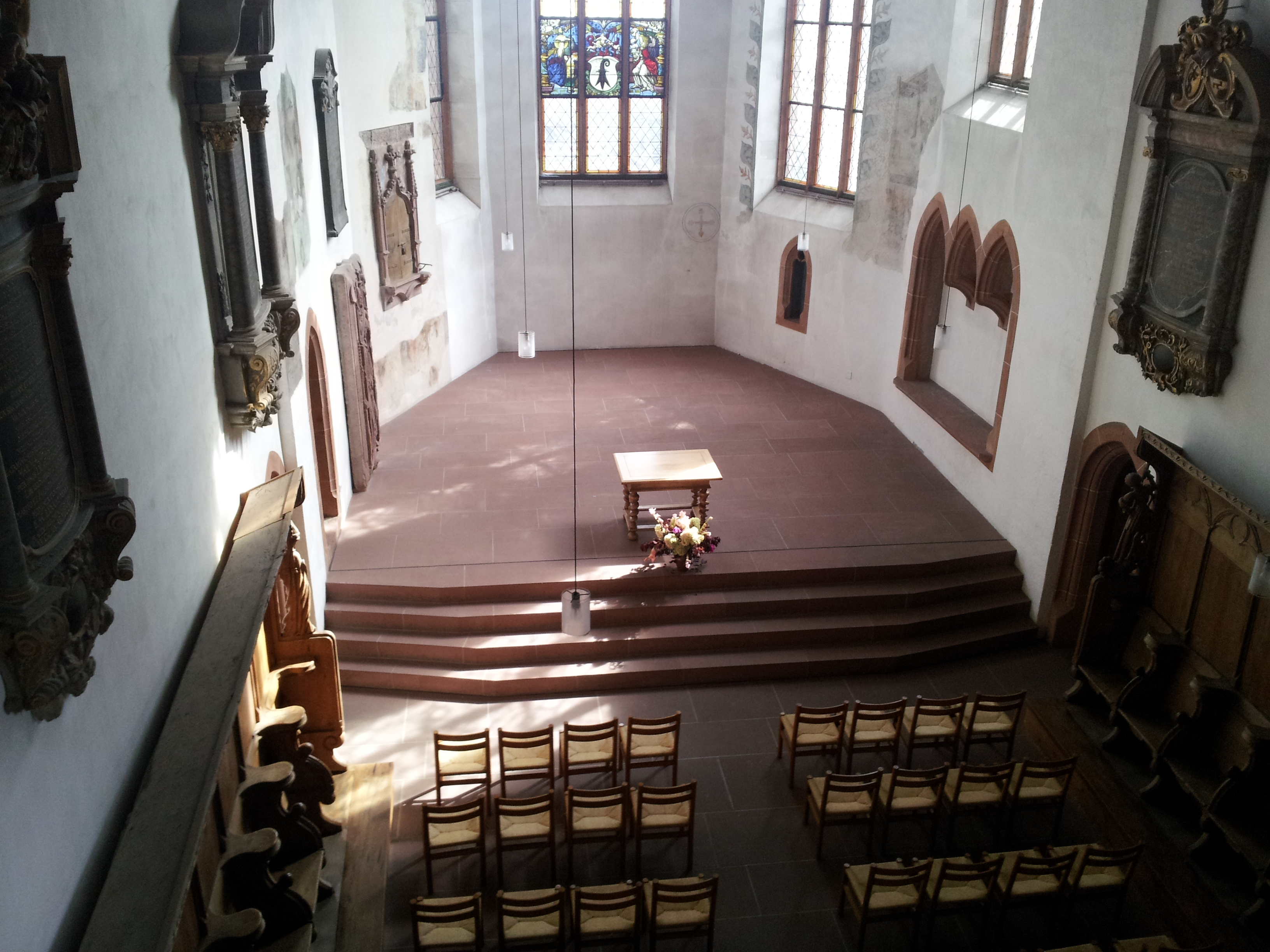
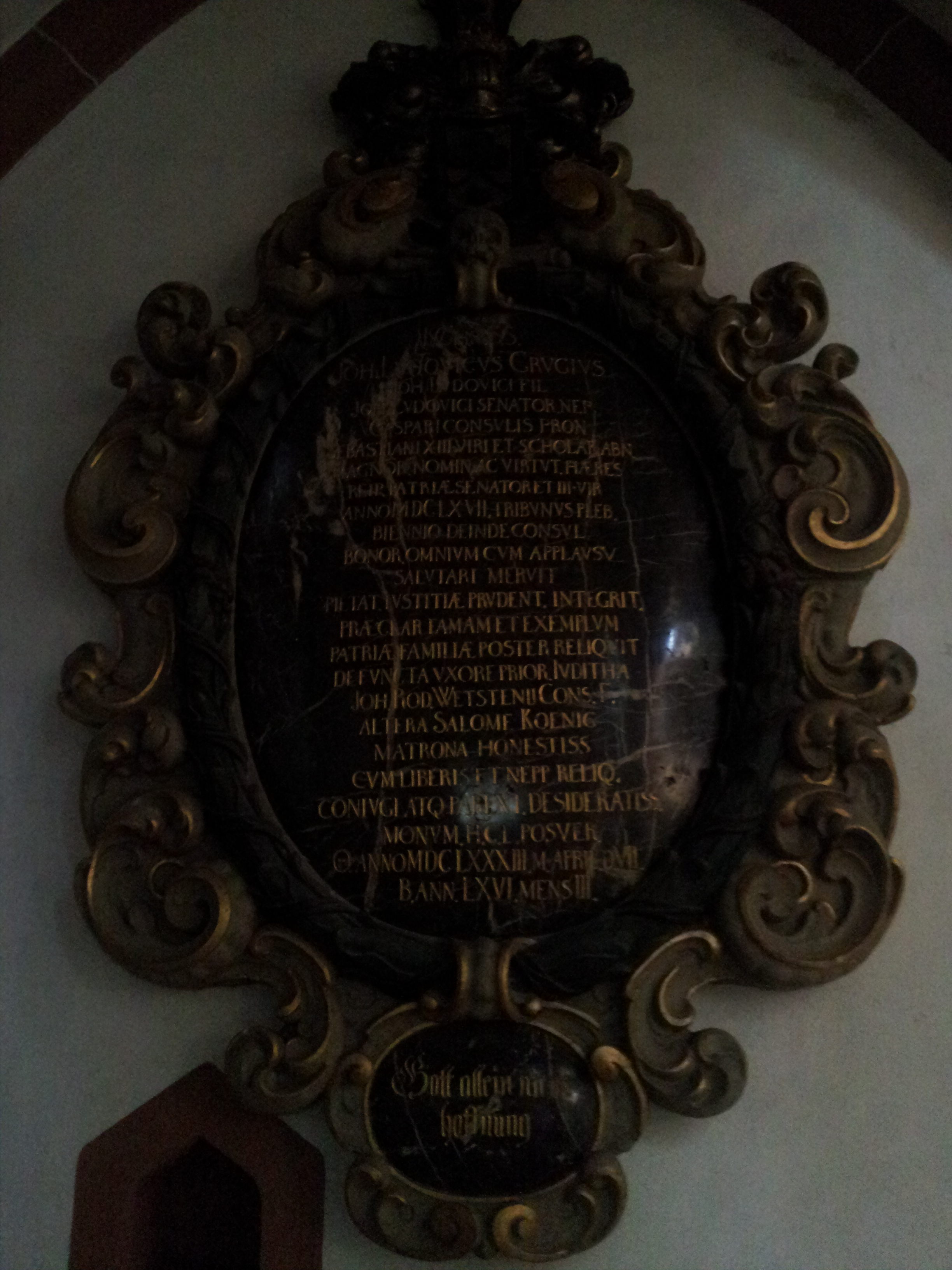
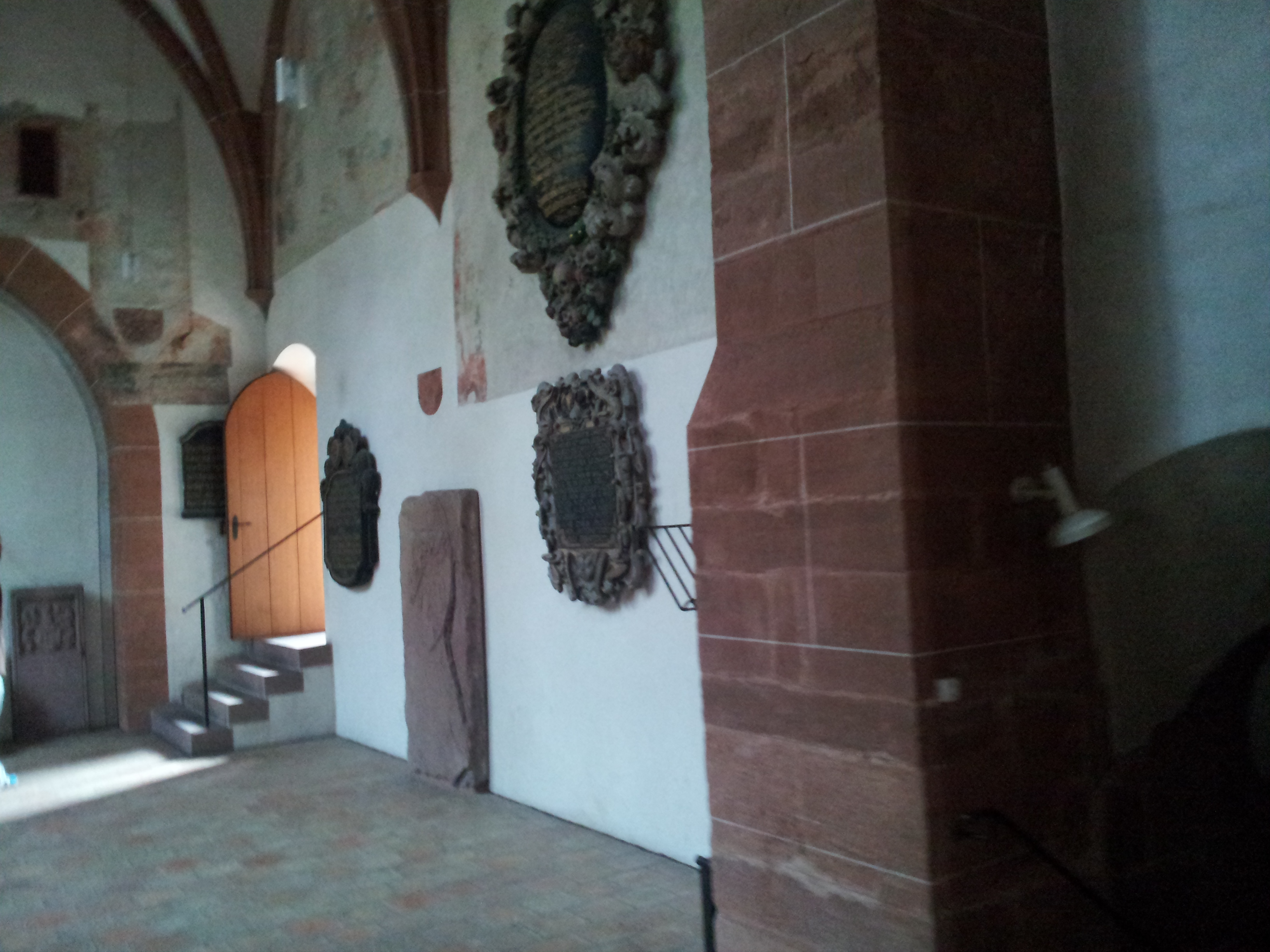

## Sources
- (de) Cet article est partiellement ou en totalité issu de l’article de Wikipédia en allemand intitulé « Elisabethenkirche (Basel) » (voir la liste des auteurs).